# Stanisław Kluska (geodeta)
Stanisław Kluska (ur. 10 lipca 1930 w Kłomnicach, zm. 30 października 2009 w Łodzi) – polski geodeta.

## Życiorys
Stanisław Kluska urodził się 10 lipca 1930 w Kłomnicach, gdzie ukończył szkołę podstawową w roku 1944. Po II wojnie światowej, w styczniu 1945 roku, wstąpił do Państwowego Gimnazjum Ogólnokształcącego im. Romualda Traugutta w Częstochowie, w którym, w roku 1948, zdał małą maturę. We wrześniu tego samego roku rozpoczął naukę w Państwowym Liceum Mierniczym w Łodzi. Maturę wraz z dyplomem technika mierniczego uzyskał w roku 1950. W następnym roku rozpoczął studia w Wieczorowej Szkole Inżynierskiej w Łodzi i po ich ukończeniu w 1955 roku otrzymał tytuł inżyniera geodety.
Pracę rozpoczął w 1951 roku w Państwowym Przedsiębiorstwie Mierniczym w Łodzi. W 1961 roku został powołany na stanowisko kierownika Delegatury Głównego Urzędu Geodezji i Kartografii w Łodzi. W 1973 roku, po likwidacji delegatur, przeszedł na stanowisko dyrektora Wojewódzkiego Biura Geodezji i Kartografii w Łodzi. W roku 1975 rozpoczął pracę w „Okręgowym Przedsiębiorstwie Geodezyjno-Kartograficznym w Łodzi” na stanowisku zastępcy dyrektora ds. rozwoju. W latach 1988–1990 był zastępcą dyrektora Wydziału Geodezji i Gospodarki Gruntami Urzędu Miasta Łodzi. Na emeryturę przeszedł w 1990 roku. Stanisław Kluska zmarł 30 października 2009 w Łodzi i został pochowany na cmentarzu ewangelicko-augsburskim przy ulicy Ogrodowej w Łodzi.

## Pełnione funkcje
15 czerwca 1950 roku wstąpił do Związku Mierniczych Rzeczypospolitej Polskiej. W Stowarzyszeniu Geodetów Polskich był m.in. przewodniczącym Zarządu Oddziału w Łodzi, a w latach 1989–1998 piastował funkcję przewodniczącego Zarządu Głównego SGP. W latach 1972–1983 był członkiem oraz zastępcą przewodniczącego Rady Programowej „Przeglądu Geodezyjnego”. Do roku 2004 przewodniczył Komisji Kwalifikacyjnej ds. uprawnień zawodowych w dziedzinie geodezji i kartografii. W latach 1970–1974 był członkiem Rady Głównej Naczelnej Organizacji Technicznej.

## Odznaczenia (wybór)
Stanisław Kluska został odznaczony m.in.:
- Krzyżem Kawalerskim Orderu Odrodzenia Polski
- Krzyżem Oficerskim Orderu Odrodzenia Polski
- Złotym i Srebrnym Krzyżem Zasługi
- Złotym, Srebrnym i Brązowym medalem „Za zasługi dla obronności kraju”
- Złotą i Srebrną Odznaką Honorowa NOT
- Honorową Odznaką m. Łodzi